# Northport (Wisconsin)
Northport – jednostka osadnicza w Stanach Zjednoczonych, w stanie Wisconsin, w hrabstwie Waupaca.